# Mitocu Dragomirnei, Suceava
Mitocu Dragomirnei (germană Mitoka Dragomirna) este satul de reședință al comunei cu același nume din județul Suceava, Bucovina, România.

## Legături externe
- pl Mitoka în Dicționarul geografic al Regatului Poloniei și al altor țări slave, volum VI (Malczyce — Netreba) 1885

 Acest articol despre o localitate din județul Suceava este deocamdată un ciot. Puteți ajuta Wikipedia prin completarea lui.